# 赫伯特·S·特勒斯
赫伯特·S·特勒斯（1936年11月29日—）是一位美国心理学家，哥伦比亚大学心理学和精神病学教授，研究方向有行为主义、動物認知、语言起源等。